# Turbicellepora patagonica
Turbicellepora patagonica är en mossdjursart som beskrevs av Hayward 1992. Turbicellepora patagonica ingår i släktet Turbicellepora och familjen Celleporidae. Inga underarter finns listade i Catalogue of Life.